# Камское озеро
Камское озеро — озеро в Гаринском городском округе Свердловской области, Россия.

## Географическое положение
Озеро расположено в 30 километрах к северо-востоку от посёлка Новый Вагиль. Озеро площадью 2,8 км², с уровнем воды — 62,8 метра. С севера в озеро впадает река Кама. На юге озеро соединено проливом с озером Большой Вагильский Туман, из которого вытекает река Вагиль (бассейн Тавды).

## Описание
Узкий мыс делит озеро на две части, западная из которых — непроточный залив, заболочен. Берега покрыты смешанным лесом. В озере водится щука, карась, окунь.